# Guaramirim
Guaramirim là một đô thị thuộc bang Santa Catarina, Brasil. Đô thị này có diện tích 268,119 km², dân số năm 2007 là 29932 người, mật độ 113,7 người/km².